# 1849 en droit
Cet article présente les faits marquants de l'année 1849 en droit.

## Événements
- 13 janvier : constitution allemande, l'Autriche est exclue de l'Allemagne, et la couronne est offerte au roi de Prusse.
- Février : abolition du monopole d’État sur le commerce du bilad es-Sudan. Les commerçants Jallaba sont supplantés par les Khartoumiens dans le commerce avec l’Aequatoria et le Bahr el-Ghazal. Ceux-ci s’engagent dans des razzias d’esclaves, la chasse à l’éléphant et n’hésitent pas à confisquer des biens de prestige accumulés par les chefs de lignage. Ils établissent des zariba (entrepôts commerciaux) et daym ou dem (postes fortifiés) en collaboration avec les notables locaux. Cette collaboration se transforme peu à peu en rapports de domination et d’exploitation forcenées des princes marchands, qui deviennent la règle après 1860.

- 4 mars : le projet de constitution fédéraliste du parlement autrichien est renvoyé par le gouvernement Schwarzenberg et l’empereur et une constitution est « octroyée ». Tous les pays de la monarchie sont placés sur un pied d’égalité et réduits au rang de circonscriptions administratives. la Transylvanie devient une province de l’empire distincte de la Hongrie.
- 10 mars : l’Assemblée de l’État du Missouri décide de se prévaloir de la « souveraineté populaire » pour le maintien de l’esclavage plutôt que de se conformer aux décisions du Congrès d’interdire l’esclavage en dessous de la ligne Mason-Dixon.
- 28 mars : promulgation de la Constitution de Francfort.

- 23 avril : arrestation des membres du cercle de Petrachevski, en Russie. 21 condamnés à mort, dont Dostoïevski. Le 22 décembre, après un simulacre d’exécution, les condamnations sont transformées en déportations.

- Mai : abolition de la constitution dans le royaume de Naples.

- 5 juin : une constitution démocratique est proclamée au Danemark. Le roi Frédéric VII de Danemark approuve une première loi fondamentale : il accepte de devenir un souverain constitutionnel, le pouvoir exécutif appartient désormais au roi et à ses ministres responsables devant un Parlement composé de deux Chambres élues au suffrage universel masculin, le Folketing et le Landsting.
- 18 juin : fin du parlement de Francfort. Le parlement se réfugie à Stuttgart où il est dispersé par l’armée du roi de Wurtemberg. L’espoir démocratique allemand est réduit à néant.
- 19 juin, France : suspension du droit d’association.
- 26 juin : abolition des Actes de navigation au Royaume-Uni.

- 16 juillet : le Parlement hongrois vote la loi d’émancipation « des habitants de religion mosaïque ».
- 27 juillet : lois restreignant la liberté de la presse.

- Novembre : Constitution de la Californie (l’esclavage est interdit).
- 27 novembre, France : interdiction des grèves.
- 3 décembre, France : loi sur la naturalisation

## Naissances
- 13 juillet : Eugen Huber, juriste, historien et philosophe suisse, auteur du Code civil suisse (†  23 avril 1923).